# Heraclides himeros himeros
Heraclides himeros himeros, popularmente conhecida como rabo-de-andorinha, é uma subespécie de Heraclides himeros, uma borboleta neotropical da família dos papilionídeos (Papilionidae). É endêmica do Brasil.

## Distribuição e habitat
Heraclides himeros himeros é endêmica do sudeste do Brasil, onde ocorre desde o sul do litoral do Rio de Janeiro (município de Niterói) até a região de Linhares, no Espírito Santo. São conhecidas algumas colônias no vale do Paraíba, em Avelar (Paty do Alferes) e Niterói (Rio de Janeiro) e Linhares (Espírito Santo). Habita planícies costeiras e morros até os vales mais no interior, de 0 a 200 metros de altitude.

## Ecologia e conservação
Heraclides himeros himeros tem voo rápido e vigoroso. Suas populações conhecidas têm as menores estimativas de tamanho dentre as espécies de papilionídeos, cujo tamanho populacional foi estimado. Dependem de áreas grandes para manterem colônias viáveis. Como outras espécies, sofre diretamente por conta da perca e degradação de habitat por origem antropogênica. Em 2005, foi classificada como criticamente em perigo na Lista de Espécies da Fauna Ameaçadas do Espírito Santo; em 2014, como em perigo na Portaria MMA N.º 444 de 17 de dezembro de 2014; e em 2018, como em perigo no Livro Vermelho da Fauna Brasileira Ameaçada de Extinção do Instituto Chico Mendes de Conservação da Biodiversidade (ICMBio) e como criticamente em perigo na Lista das Espécies da Fauna Ameaçadas de Extinção no Estado do Rio de Janeiro.